# Piccolo dodecaemidodecaedro
In geometria, un piccolo dodecaemidodecaedro è un poliedro stellato uniforme, e in particolare un emipoliedro, avente 18 facce - 12 pentagonali e 6 decagonali - 60 spigoli e 30 vertici.

## Proprietà
La figura al vertice di questo poliedro, che viene spesso indicato con il simbolo U51, alterna due pentagoni e decagoni regolari disposti come in un quadrilatero incrociato.

Utilizzando la notazione di Wythoff, il piccolo dodecaemidodecaedro può essere indicato come "5/4 5 | 5".
Come detto, il piccolo dodecaemidodecaedro appartiene all'insieme degli emipoliedri, ossia poliedri stellati uniformi aventi alcune delle facce passanti per il proprio centro e così chiamati perché in essi tali facce formano un gruppo contenente la metà degli stessi elementi presenti in un poliedro regolare e disposti come in esso, da cui il prefisso "emi-". In particolare, nel piccolo dodecaemidodecaedro tale gruppo è formato dalle sue sei facce decagonali, tutte passanti per il suo centro, che, poiché si intersecano, risultano visivamente divise in triangoli.

## Poliedri correlati
Il piccolo dodecaemidodecaedro ha gli stessi vertici e gli stessi spigoli di un icosidodecaedro, con cui ha in comune anche la disposizione delle facce triangolari, e di un piccolo icosiemidodecaedro,  con cui ha in comune anche la disposizione delle facce decagonali.
| Icosidodecaedro | Piccolo icosiemidodecaedro | Piccolo dodecaemidodecaedro |

### Piccolo dodecaemidodecacrono
Il piccolo dodecaemidodecacrono è il duale del piccolo dodecaemidodecaedro, nonché uno dei nove emipoliedri duali esistenti.
Poiché gli emipoliedri hanno facce passanti per il loro centro, i loro duali hanno vertici posti all'infinito, e più precisamente all'infinito sul piano proiettivo reale. Nella sua opera "Dual Models", Magnus Wenninger rappresenta tali figure come prismi intersecanti, ognuno dei quali si estende all'infinito verso il vertice stesso, così da mantenere la simmetria. Nella comune rappresentazione i prismi costituenti il modello vengono per comodità tagliati a un certo punto della loro altezza. Wenninger ha suggerito di inserire queste nuove figure in una nuova classe di solidi generati per stellazione, chiamati "stellazioni all'infinito". Tuttavia egli ha anche affermato che, strettamente parlando, tali figure non sarebbero in effetti poliedri poiché la loro costruzione non risulta conforme alle comuni definizioni.
Topologicamente, si considera che il piccolo dodecaemidodecacrono, che visivamente appare identico al piccolo icosiemidodecacrono, contenga 18 vertici, sei dei quali sono considerati all'infinito (sul piano proiettivo reale all'infinito) e corrispondono direzionalmente ai sei vertici di un emidodecaedro, un poliedro astratto.